# Юшкові Села
Юшкові Села (рос. Юшковы Села) — присілок в Бєжаницькому районі Псковської області Російської Федерації.
Населення становить 24 особи. Входить до складу муніципального утворення Лющикська волость.

## Історія
Від 2005 року входить до складу муніципального утворення Лющикська волость.

## Населення
| 2001 | 2002 | 2010 |
| ---- | ---- | ---- |
| 42   | ↘41  | ↘24  |